# Ligne de Müllheim à Badenweiler
La ligne de chemin de fer de Müllheim à Badenweiler est une ancienne ligne à voie métrique du sud du Bade, en Allemagne. Exploitée par le Müllheim-Badenweiler Eisenbahn AG (MBE), elle reliait la gare de Müllheim, située sur la grande ligne de la vallée du Rhin, sur le réseau étatique, et la station thermale de Badenweiler, en Forêt-Noire. Ouverte en 1896 et fermée en 1955, la ligne, tracée à la façon d'un tramway à l'intérieur de la ville de Müllheim, a été dans un premier temps exploitée à l'aide de locomotives à vapeur, avant d'être électrifiée en 1914. Longue de 7,57 km, elle rattrapait un dénivelé de 170 m.

## Historique

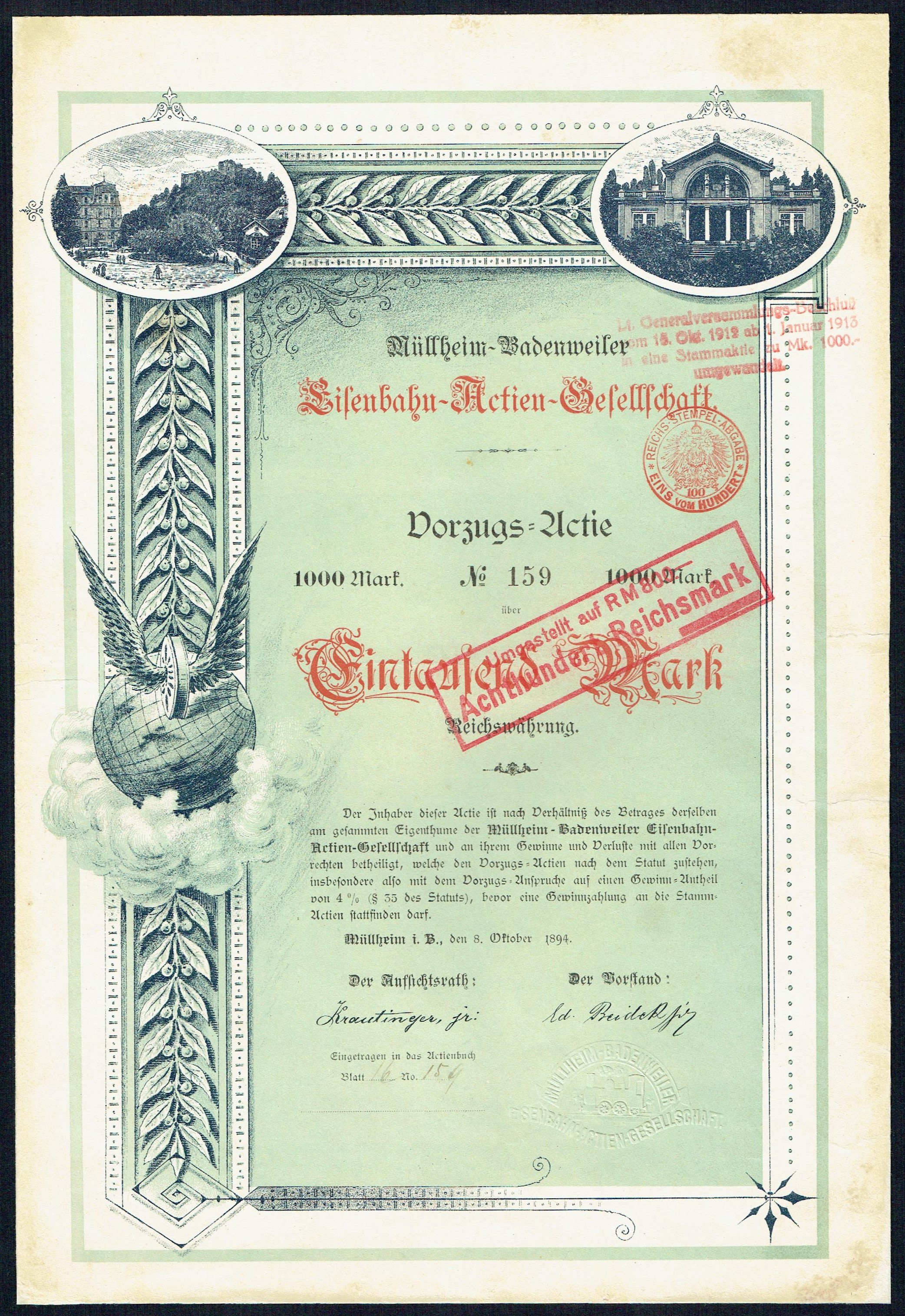
Action de la Müllheim-Badenweiler Eisenbahn-AG en date du 8 Octobre 1894

La ligne a été construite en 1894 par l'entreprise de construction et d'exploitation de chemins de fer Vering & Waechter, et désignée Localbahn Müllheim-Badenweiler. Le 15 février 1896, elle fut ouverte au trafic sous le régime des tramways à vapeur, et desservait 8 haltes intermédiaires.
En 1899, l'exploitation fut assurée par la Société d'exploitation des chemins de fer allemands (de) (DEBG). Le 1er janvier 1913, l'exploitation revint à la Müllheim-Badenweiler Eisenbahn AG. Le 7 avril 1914, les locomotives à vapeur firent place à des locomotives électriques, fonctionnant sous un courant continu de 1 000 V.
Dans les années 1950, le MBE ne souhaitant plus exploiter la ligne, le Land de Bade-Wurtemberg en confia l'exploitation aux Chemins de fer du Centre de la Bade (de) le 1er mars 1955. Ces derniers constatèrent rapidement que la ligne était en très mauvais état et qu'une remise à niveau n'était pas financièrement raisonnable. Aussi la ligne fut-elle fermée le 22 mai 1955 puis déposée. Le transport de voyageurs fut dès lors assuré par les cars de la Südwestdeutsche Verkehrs AG.
La ligne fut déposée en 1970. Ne restent aujourd'hui, comme témoins de cette ancienne ligne, que quelques bâtiments de gare.

## Traduction
- (de) Cet article est partiellement ou en totalité issu de l’article de Wikipédia en allemand intitulé « Müllheim-Badenweiler Eisenbahn » (voir la liste des auteurs).